# 킴버 제임스

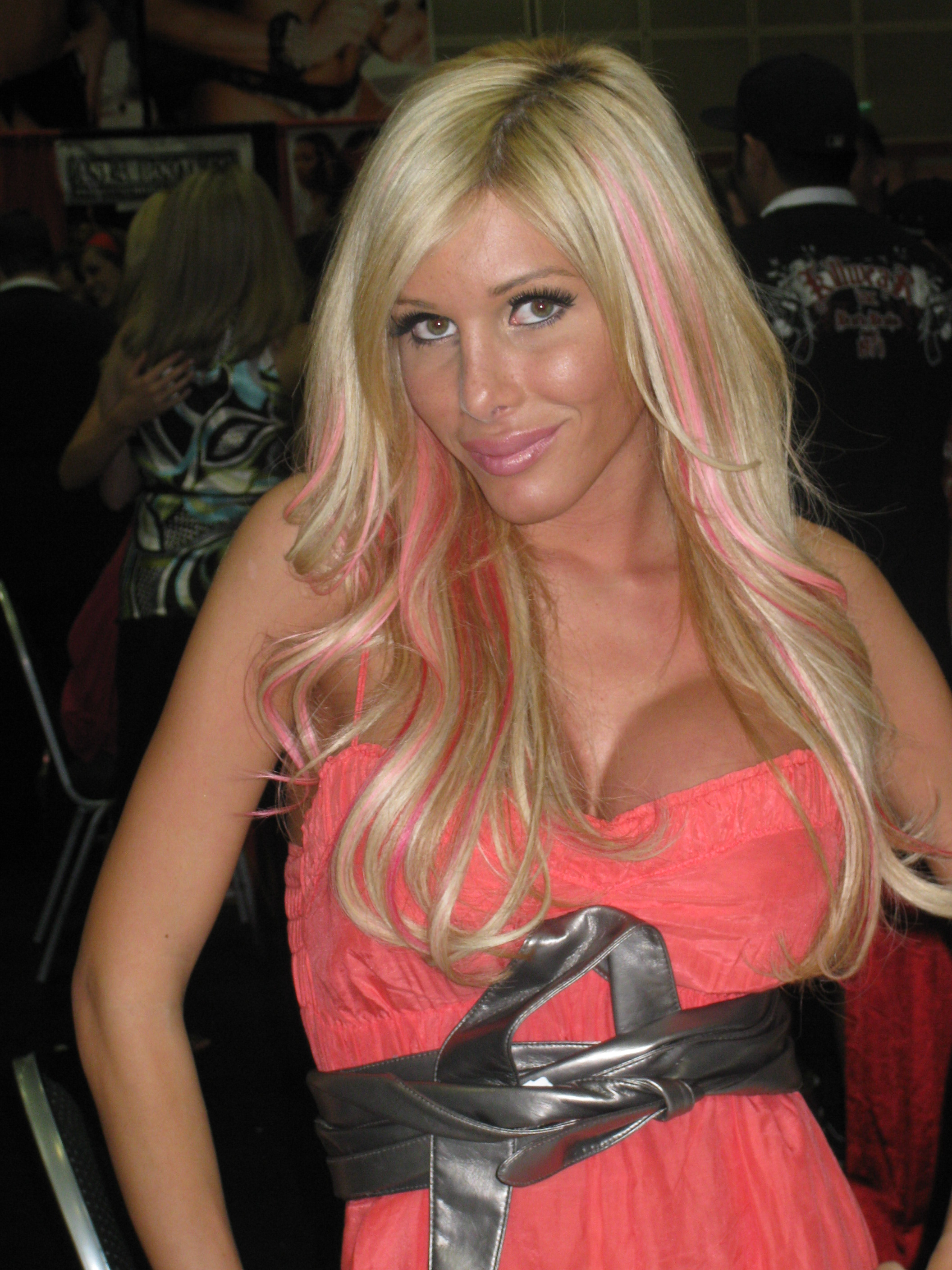
킴버 제임스

킴버 제임스 (Kimber James, 1988년 4월 2일 ~ )는 미국의 트랜스젠더 포르노 배우이다. 태어났을 때에는 클라인펠터 증후군이었고 오랫동안 쉬메일 로 활동하다가 2012년에 성전환 수술을 받았다.